# Lou Donaldson Sextet, Vol.2
| Recensione | Giudizio |
| ---------- | -------- |
| AllMusic   | [ 1 ]    |

Lou Donaldson Sextet, Vol.2 è un album di Lou Donaldson, pubblicato dalla Blue Note Records nel 1955.

## Tracce
Lato A
1. After You've Gone – 4:34 (Henry Creamer, Turner Layton)
2. Caracas – 5:59 (Lou Donaldson)

Lato B
1. The Stroller – 5:35 (Benny Golson)
2. Moe's Bluff – 5:08 (Elmo Hope)

## Musicisti
Lou Donaldson Sextet:
- Lou Donaldson - sassofono alto
- Kenny Dorham - tromba
- Matthew Gee - trombone
- Elmo Hope - pianoforte
- Percy Heath - contrabbasso
- Art Blakey - batteria